# Cotorreta de Spengel
La cotorreta de Spengel (Forpus spengeli) és una espècie d'ocell de la família dels psitàcids que sovint considerat coespecífic de la cotorreta alablava.

## Hàbitat i distribució
Habita sabanes, matollars, terres de conreu i poblacions del nord de Colòmbia.

## Taxonomia
De controvertida classificació. Sovint considerada una subespècie de Forpus xanthopterygius és considerada per Handbook of the Birds of the World Alive (2017) una espècie de ple dret, seguint Bocalini F i LF Silveira 2015.